# 1474
| 1474               |
| ------------------ |
| Dødsfald - Fødsler |
|                    |

| Gregoriansk kalender | 1474 MCDLXXIV           |
| Ab urbe condita      | 2227                    |
| Armensk kalender     | 923 ԹՎ ՋԻԳ              |
| Kinesiske kalender   | 4170 – 4171 癸巳 – 甲午 |
| Etiopisk kalender    | 1466 – 1467             |
| Jødisk kalender      | 5234 – 5235             |
| Hindukalendere       |                         |
| - Vikram Samvat      | 1529 – 1530             |
| - Shaka Samvat       | 1396 – 1397             |
| - Kali Yuga          | 4575 – 4576             |
| Iransk kalender      | 852 – 853               |
| Islamisk kalender    | 879 – 880               |

Konge i Danmark: Christian 1. 1448-1481
Se også 1474 (tal)

## Begivenheder
- Christian 1., blev af den tysk-romerske kejser gjort til hertug af Holsten, mod at de to hertugdømmer aldrig måtte deles.

## Dødsfald
- 27. november – Guillaume Dufay, fransk komponist.